# Crocidura nigrofusca
Crocidura nigrofusca is een zoogdier uit de familie van de spitsmuizen (Soricidae). De wetenschappelijke naam van de soort werd voor het eerst geldig gepubliceerd door Matschie in 1895.